# Констебль, Арчибальд
Дэвид Арчибальд Констебль (англ. Archibald Constable; 24 февраля 1774 — 21 июля 1827) — шотландский издатель и книготорговец.
Родился в Карнби, Файф, в семье земельного управляющего графа Келли, и получил образование в Эдинбургской академии, а также в Сент-Андрусском университете, Берлине и Париже. В 1788 году был отдан в ученики Питеру Хиллу, эдинбургскому торговцу, но в 1795 году он завёл своё собственное дело, став скупщиком и продавцом редких книг. Он купил журнал Scots Magazine в 1801 году, и Джон Лейден, известный востоковед, стал его редактором. В 1800 году Констебль основал журнал Farmer’s Magazine, а в ноябре 1802 года выпустил первый номер Edinburgh Review. Известен как издатель многих романов Вальтера Скотта и 4-го, 5-го и 6-го изданий энциклопедии «Британника», права на которую он купил в 1812 году. Основанное Констеблем издательство сохранилось по сей день и сейчас называется Constable & Robinson.